# 1914 års idéer
1914 års idéer var ett uttryck och slagord bildat som en kontrast till 1789 års idéer om frihet, jämlikhet och broderskap. Det myntades 1916 av den tyske statsvetaren och socialdemokraten Johann Plenge, och användes i Sverige av högermän som Rudolf Kjellén. 
Plenge påverkades i nationalistisk riktning av utbrottet av första världskriget, och utgav 1916 boken 1789 und 1914. Die symbolischen Jahren in der Geschichte des politischen Geistes. Boken anlade ett historiefilosofiskt betraktelsesätt på kriget, som Plenge menade var det tredje religionskriget i Europa. Tyskland representerade för honom socialismen och revolutionen, som skulle övervinna den liberalism som vunnit 1789 med franska revolutionen, även belyst som en strid mellan Immanuel Kant (1789) och Hegel (1914).
Rudolf Kjellén verkade i Die Ideen von 1914. Eine weltgeschichtliche Perspektive (1915) för att Sverige skulle deltaga i första världskriget på centralmakternas sida. Idéerna ifråga innebar även i en vidare bemärkelse ett stöd för de värderingar vilka man ansåg att Tyska riket och centralmakterna då representerade, och vilka stod i motsats till de 1789 års idéer, som man från högerhåll ansåg ha gått för långt i sin påverkan på samhället.